# Parafia Matki Bożej Częstochowskiej w Dobrakowie
Parafia Matki Bożej Częstochowskiej w Dobrakowie – parafia rzymskokatolicka znajdująca się w diecezji kieleckiej, w dekanacie żarnowieckim.
Od drugiej połowy lat 50. XX w. w Dobrakowie istnieje parafia rzymskokatolicka pw. Matki Boskiej Częstochowskiej (wcześniej mieszkańcy należeli do parafii w Kidowie i Łanach Wielkich). Początkowo nabożeństwa odprawiano w starym drewnianym kościółku wybudowanym w XIX w., a w drugiej połowie lat 70 XX w. powstał w Dobrakowie większy kościół w którym do dziś odprawia się nabożeństwa. 
Do parafii należą wierni z miejscowości: Dobraków, Podleśna, Otola.